# トーマス・キリエル
サー・トーマス・キリエル（Sir Thomas Kyriell, KG, 1396年 - 1461年2月18日）は、百年戦争・薔薇戦争期のイングランドの軍人。
ケント出身。ベッドフォード公ジョン・オブ・ランカスターに仕え1417年からフランス戦線に従軍、1436年にル・クロトワの要塞を守備した。翌1437年にジョン・タルボット（後に初代シュルーズベリー伯爵）とトーマス・スケールズと共にルーアンを攻撃しようとしたフランスの将軍ラ・イルとジャン・ポトン・ド・ザントライユの軍隊を襲撃して打ち破り、ザントライユを捕らえる勝利を飾った。
1450年、フランスに大半を奪われたノルマンディーの奪還をイングランド王ヘンリー6世から命じられ、遠征軍を率いてイングランドから上陸して南下した。4月15日のフォルミニーの戦いでクレルモン伯ジャン（後のブルボン公ジャン2世）が率いるフランス軍を圧倒したが、援軍として駆け付けたアルテュール・ド・リッシュモン大元帥（後のブルターニュ公アルテュール3世）に撃破され、1400人の兵共々捕縛される大敗を喫した。戦後釈放され帰国、薔薇戦争ではヨーク派に入り、1461年2月8日にヨーク派の幹部であるウォリック伯リチャード・ネヴィルからガーター勲章を授けられた。
9日後の17日に第二次セント・オールバンズの戦いが起こり、ウォリック伯はヨーク派に捕らえられたヘンリー6世の身柄を取り戻すべく進軍したマーガレット王妃のランカスター派と激突した。キリエルはボンヴィル男爵ウィリアム・ボンヴィルと共にヘンリー6世の護衛をウォリック伯から任されていたが、主力のウォリック伯が敗走するとランカスター派に捕らえられ、翌18日にエドワード王太子の命令でボンヴィル男爵と共に処刑された。